# 泛航貨運航空
泛航貨運航空（英語：Aerotranscargo）是一家以摩爾多瓦基希讷乌国际机场為基地的貨運航空公司，主要營運包機貨運航線，以波音747貨機為主力型號。2020年，泛航貨運航空引入額外兩架波音747-400F，使機隊規模擴充至六架。

## 機隊

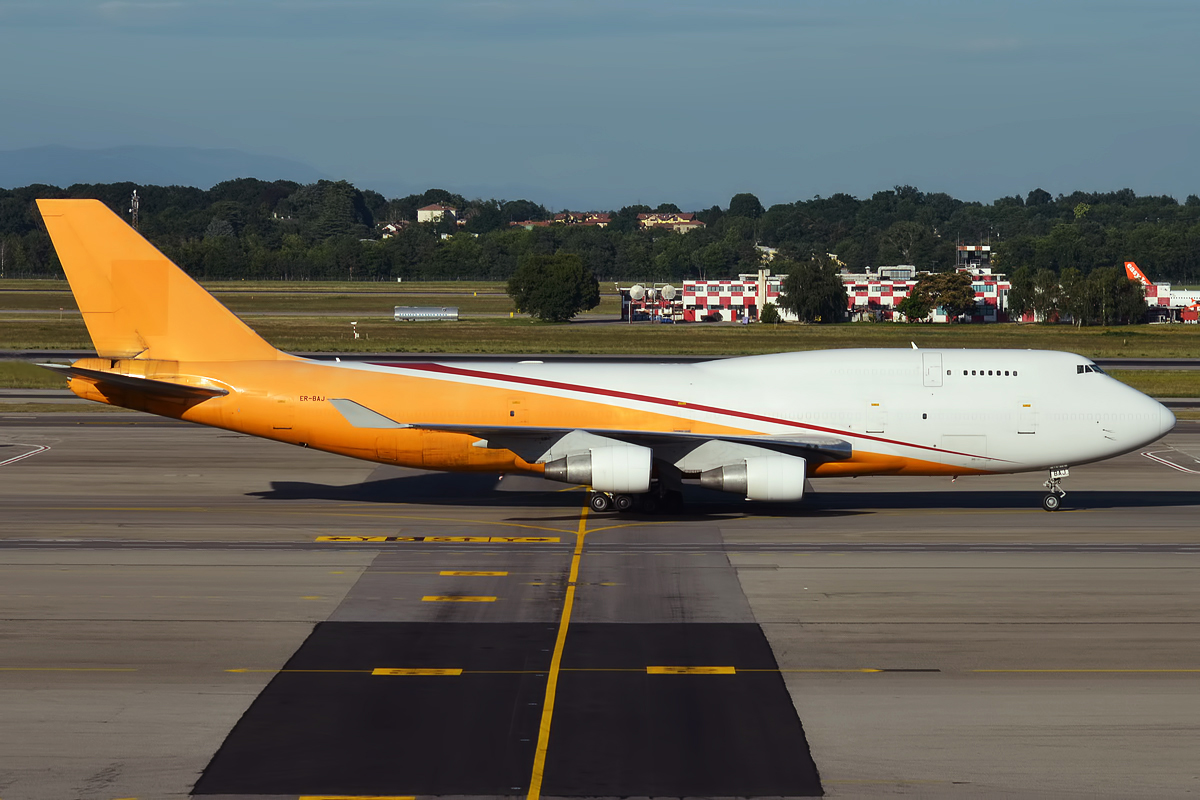
泛航貨運航空的747-412BDSF

- 6架波音747-400BDSF